# Robert Butow
Robert Joseph Charles Butow (San Mateo (California), 19 de marzo de 1924-17 de octubre de 2017) fue un profesor estadounidense, especialista en la historia japonesa en la Universidad de Washington en Seattle. Fue autor de diferentes libros y era una autoridad en la historia de Japón en la Segunda Guerra Mundial.
Cuando era un niño, Robert Butow se trasladó con su familia a Menlo Park (California). Fue a la Universidad de Stanford, donde fue miembro de la Reversa de la Armada, y estudió japonés. Fue llamado a filas para dar clases en la Escuela Japonesa de la Armada. Butow sirvió en el Ejército en los primeros meses de la ocupación estadounidense de Japón y allí se interesó por la cultura e historia japonesa. Con el rango de segundo teniente, volvió a Stanford.

## Publicaciones
Su tesis doctoral sobre la rendición japonesa (titulado Japan's Decision to Surrender) se convirtió en su primer libro publicado.
Su siguiente libro, Tojo and the Coming of the War,  era una parte de la biografía de Hideki Tōjō, el primer ministro de Japón durante la Segunda Guerra Mundial, en parte, centrado en los eventos políticos en Japón que condujeron al ataque de Japón contra los EE. UU., Gran Bretaña y los Países Bajos, y en parte, a las consecuencias de la guerra por Japón.
Su tercer libro (The John Doe Associates: Backdoor Diplomacy for Peace, 1941) era sobre el pequeño grupo de estadounidense quienes, sin autorización diplomática, intentó promover una tratado de paz con Japón antes de 1941 y que solo terminó empeorando las relaciones entre las dos naciones.